# Paluch (palec)
Uzasadnienie: Paluch nie jest na tyle różny od pozostałych, aby zasługiwał na osobny artykuł

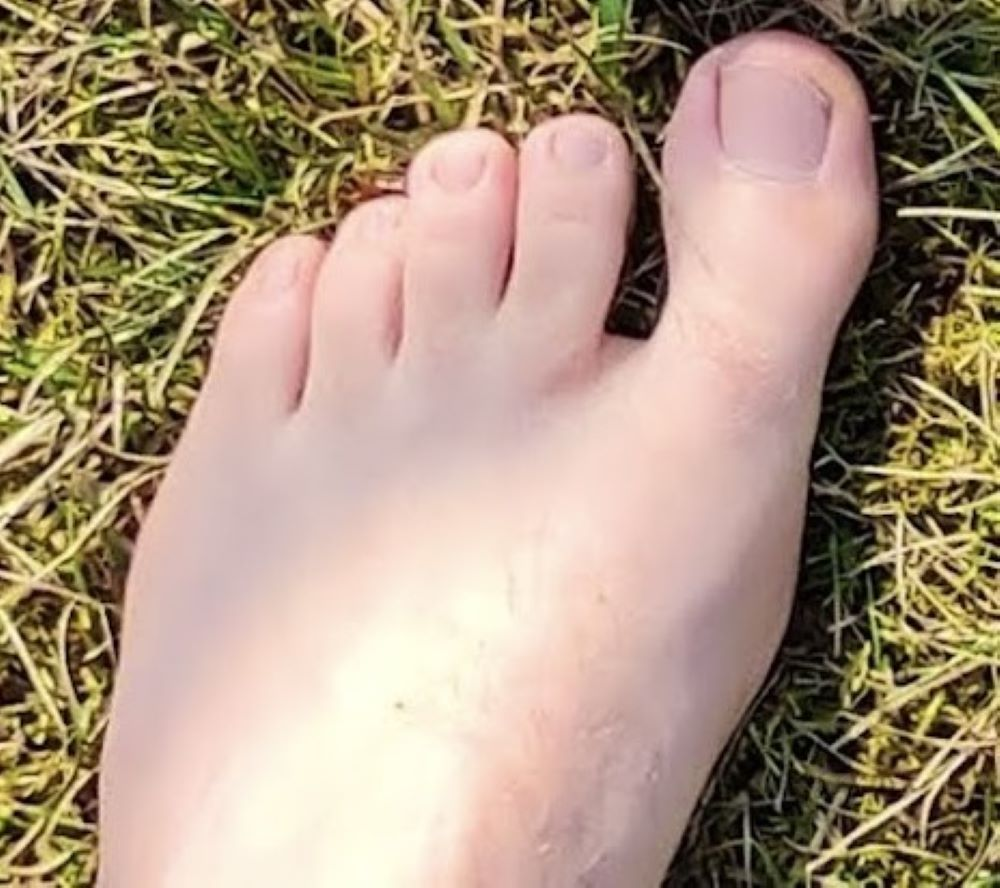

Paluch (łac. hallux) – w anatomii człowieka leżący najbardziej przyśrodkowo i najsilniejszy palec stopy, stanowiący dla niej znaczną podporę. Paluch, podobnie jak kciuk, składa się z tylko dwóch kości (paliczków). Kości te są grubsze niż pozostałe paliczki stopy.